# Палашино (Нижегородская область)
Палашино — деревня в составе Ворошиловского сельсовета в Уренском районе Нижегородской области.

## География
Находится на расстоянии примерно 6 километров по прямой на запад от районного центра города Урень.

## История
Деревня основана в 1834 году переселенцами из деревни Большая Заводь Баковского уезда, название дано по местной отшельнице Палаше. 
Исправление: 
"Уезда с таким названием не было никогда. До 16.03.1923 Баковская волость входила в состав Варнавинского уезда Костромской губернии. После этого село Баки было переименовано в Красные Баки и создана Краснобаковская волость и Краснобаковский уезд, которые вошли в состав Нижегородской губернии. А 06.07.1929 Краснобаковский уезд был преобразован в Краснобаковский район Горьковского края.
Во всем Варнавинском уезде деревни с названием Большая Заводь не было ни одной. 
Согласно списку населенных мест 1877 года, в Моисеевской волости Варнавинского уезда на реке Уста была деревня Никитино(Заводь) в 14 дворов и еще одна деревня тоже на реке Уста, только уже Заводь(Никитино) в 36 дворов. Так что, переселенцы, скорее всего, были родом из деревни в 36 дворов(потому и большая Заводь) Костромской губернии Варнавинского уезда Моисеевской волости".
Население было старообрядческим. В 1870 году 8 дворов и 44 жителя. В 1916 году 21 двор и 110 жителей. В период коллективизации был организован колхоз им. Октябрьской революции. В 1978 году было дворов 46, жителей 175, в 1994 31 и 64 соответственно.

## Население
Постоянное население составляло 41 человек (русские 100 %) в 2002 году, 28 в 2010.